# Anonymous for the Voiceless

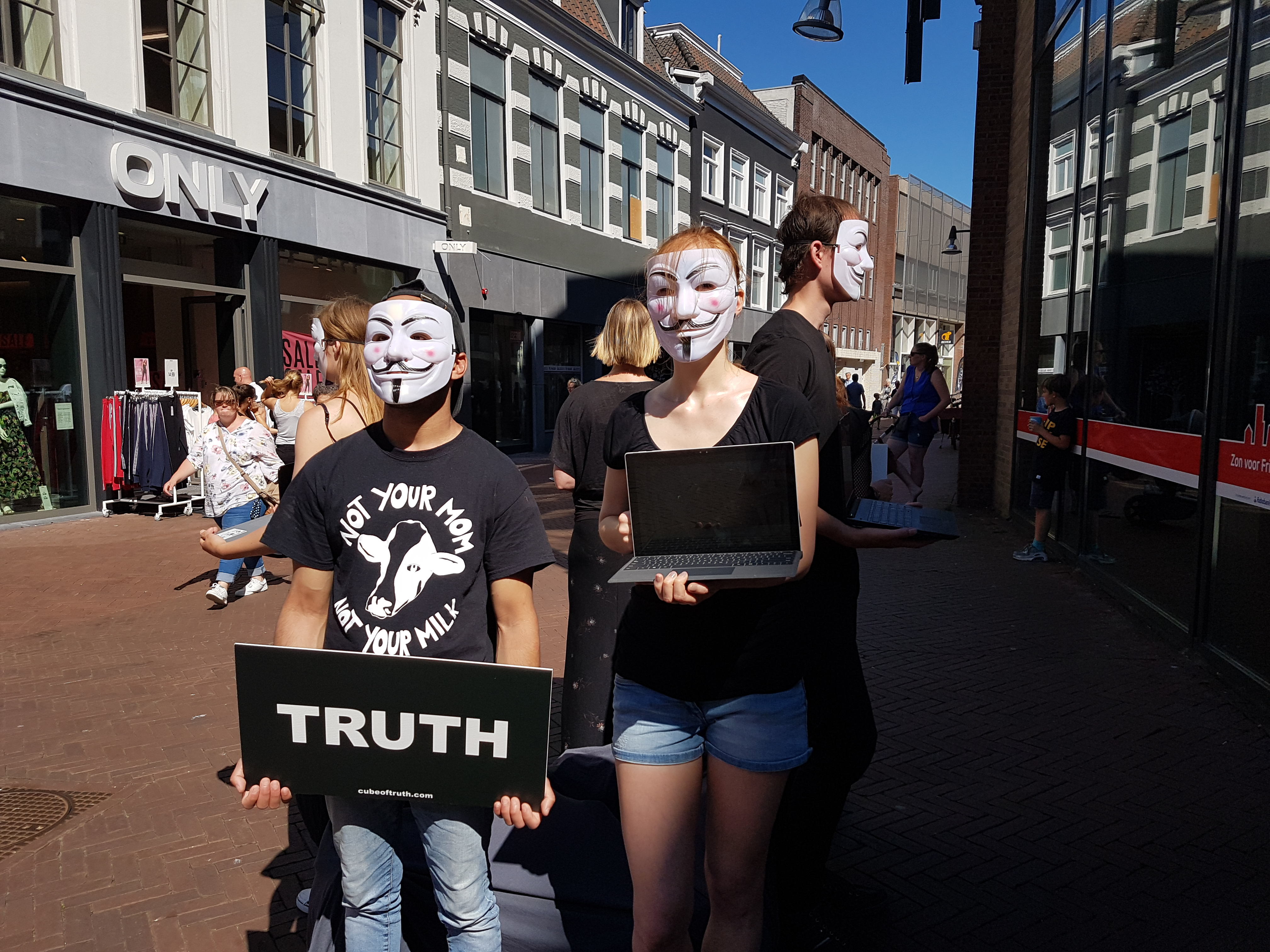
Anonymous for the Voiceless auf einem Protest für Veganismus in den Niederlanden, Juni 2018

Anonymous for the Voiceless (AV) ist eine Tierrechtsorganisation, die sich auf Straßenaktivismus spezialisiert hat. Sie wurde im April 2016 in Melbourne, Australien von den Künstlern und Musikern Paul Bashir und Asal Alamdari gegründet. Die weltweit operierende Tierrechtsorganisation koordiniert derzeit 100.000 Freiwillige in 375 AV-Chaptern in 61 Ländern. Teams von Freiwilligen organisieren und führen friedliche Protestaktionen mit der Bezeichnung „Cubes of Truth“ durch. Bei den Protesten stehen Freiwillige in einer quadratischen Formation und tragen Guy-Fawkes-Masken, während sie Bildschirme halten, auf denen Aufnahmen von Standardpraktiken in der Tierindustrie zu sehen sind. Die Proteste sollen die Öffentlichkeit aufklären, dienen dazu, Tierrechte zu unterstützen, und werben dafür, vegan zu werden.
Obwohl die Aktivisten Guy-Fawkes-Masken verwenden, stehen sie in keiner Verbindung zur Hacktivist-Gruppe Anonymous.
Eine bekannte Aktivistin von Anonymous for the Voiceless ist die Ärztin und vegane Influencerin Raffaela Raab, bekannt als „Die Militante Veganerin“.

## Cube of Truth

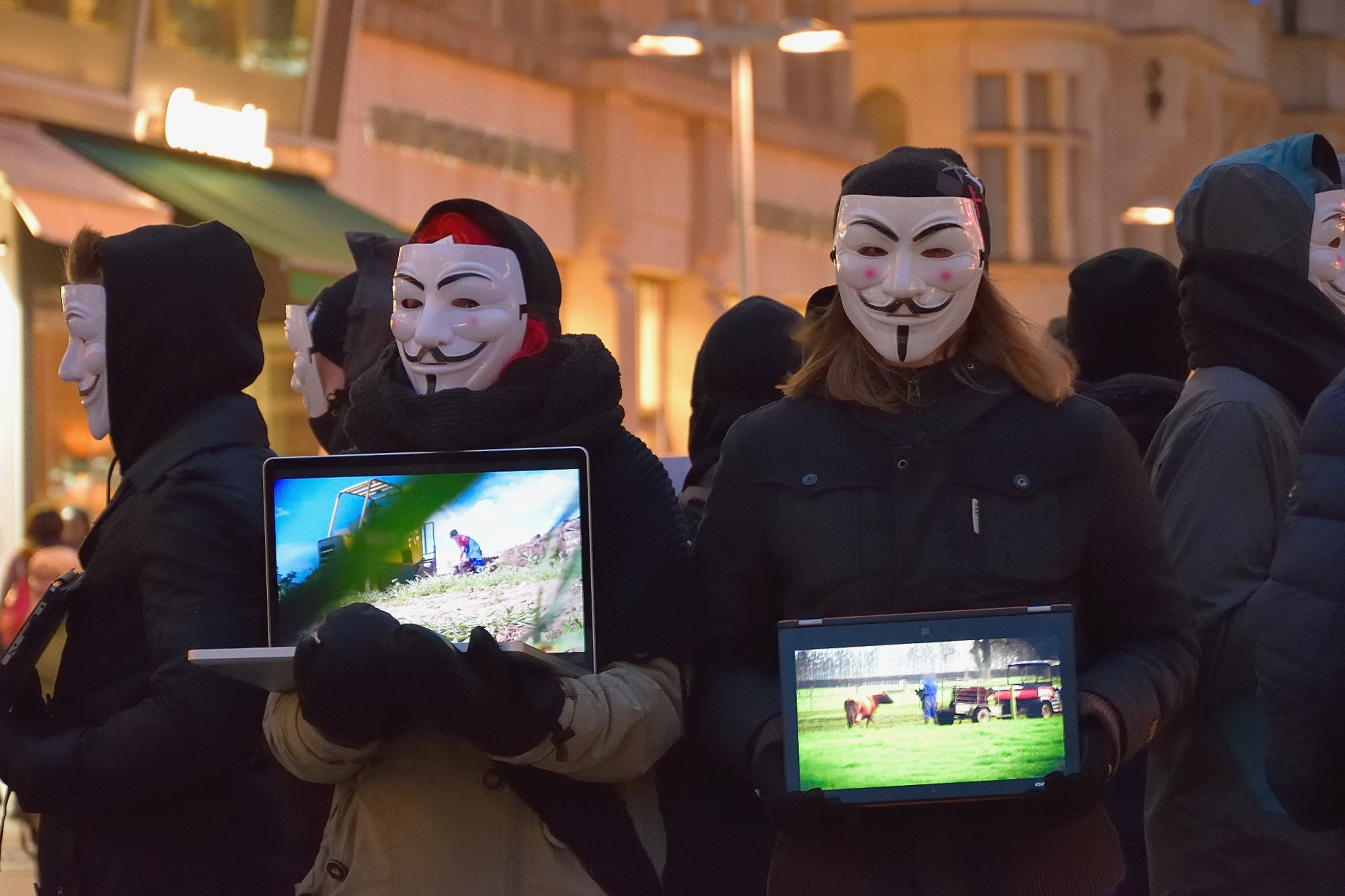
Cube of Truth in Hannover, 2018

Der „Cube of Truth“ ist eine Aufklärungsmethode, bei der eine Gruppe schwarz gekleideter Menschen mit Guy-Fawkes-Masken ein nach außen gerichtetes Quadrat bilden, während sie Schilder und Videobildschirme halten, die Aufnahmen aus dem Inneren von Schlachthöfen, Farmen und Vivisektionslaboren zeigen. Die Cubes variieren in ihrer Größe je nach Anzahl der Aktivisten oder dem Platz. Unmaskierte Mitglieder von AV, bekannt als „Kontaktpersonen“, sprechen mit Zuschauern und ermutigen sie zu einer veganen Lebensweise. Die AV-Aktivisten bieten Zuschauern, die sich für eine vegane Ernährung entscheiden, ein 22-tägiges veganes Programm namens „Challenge 22“ an.

## Kampagnen
Die Melbourner Gruppe begann mit ihren Aktionen im April 2016, gefolgt von einer Gruppe aus Sydney im November.
Am 5. November 2016 veranstaltete AV 200 Cube-of-Truth-Aktionen auf der ganzen Welt. Diesen Tag führt die Gruppe mittlerweile jährlich als „International Cube Day“ durch.

## Organisation
Es wird behauptet, dass AV eine Graswurzelbewegung ist, die außer einer Website mit Links zu den einzelnen Ortsverbänden und einer Reihe von Facebook-Gruppen zur Koordination von Veranstaltungen keine zentrale Organisationskraft hat. Dennoch verfügt die Organisation über ein kleines Team, zu dem die Mitbegründer und die Direktoren gehören. Dieses Team ist dafür verantwortlich, die Freiwilligen weltweit zu koordinieren, die Ortsgruppen mit der notwendigen Ausrüstung und Unterstützung zu versorgen, Schulungsprogramme für Aktivisten durchzuführen und Online-Kampagnen zu starten.
Anonymous for the Voiceless vertritt eine abolitionistische Haltung und fordert die Abschaffung der Ausbeutung von Tieren.
Paul Bashir und Asal Alamdari gründeten die ursprüngliche Gruppe in Melbourne. Heute ist ihr Hauptsitz in Chiang Mai, Thailand.